# DJ Lethal
Leors Dimants (Riga, Letonia; 18 de diciembre de 1972), más conocido como DJ Lethal, es un disc-jockey y productor letón-estadounidense. Ha pertenecido a los grupos House of Pain y Limp Bizkit, actualmente es el DJ y productor principal del nuevo crew de rap hardcore, llamado La Coka Nostra. Colaboró en gran parte de The Open Door, segundo disco de estudio de la banda de rock alternativo Evanescence. En 2009 volvió de nuevo a Limp Bizkit.

## Carrera

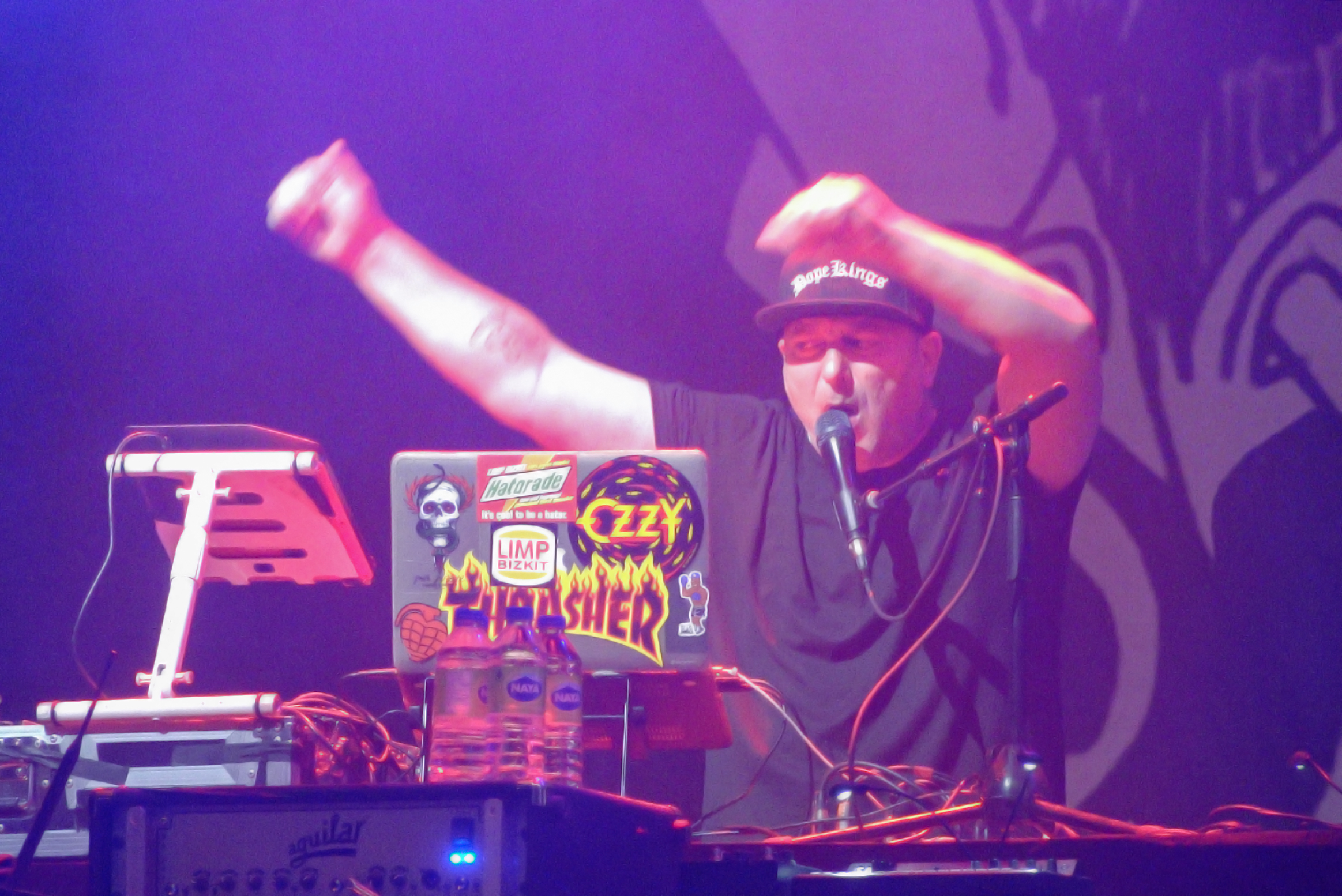
DJ Lethal actuando junto a Limp Bizkit en el Quebec Agora Fest de 2019.

### Inicio
Lee, como lo llaman sus amigos, comenzó su carrera en el colegio, donde era compañero de clase de la enamorada de un joven Everlast, quien se lo presentó y al poco tiempo ya era el DJ oficial del adolescente M.C., saliendo de gira con el Rhyme Syndicate de Ice-T. Para 1991 se forma el trío House of Pain, con Everlast, Danny Boy y Lethal, como DJ del grupo.

### Grupo musical
En el primer disco del grupo, era destacado el trabajo de producción que se le fue asignado al DJ, reconocido también, por su talento con el scratch de vinilos, siendo su maestro el propio DJ Muggs del grupo Cypress Hill. Los siguientes trabajos que hizo fue para los grupos Funkdoobiest, The Whooliganz (con un joven Alchemist) y una remezcla para el grupo de Hardcore Sick Of It All. Después de trabajar en el segundo disco de su grupo, trabajo en el disco debut del grupo Sugar Ray, un año después en el tercer disco de House of Pain y colaborando en una canción del grupo de thrash metal, Sepultura.
Para 1996, la ruptura del trío, fue inevitable, esto ayudó a la decisión de unirse a la banda de rapcore/nu metal, Limp Bizkit, en el cual se hace muy popular, pero es en el año 2005, cuando Lethal sale del grupo y se une a La Coka Nostra, una crew de raperos veteranos y nuevos, en la cual, el productor ejecutivo es Danny Boy 0' Connor. También se sabe por su página myspace, que dentro de poco se publicará su primer disco en solitario, bajo su propio sello discográfico: Lethal Dose Records.
En 2009 Limp Bizkit vuelven a unirse y Lethal vuelve con ellos, pero el 2012 deja la banda. Actualmente volvió a Limp Bizkit.

## Trabajos
- Funkdoobiest: The Funkiest, Bow Wow Wow, The Funkiest(Lethal Dose Remix), Bow Wow Wow (Remix), It Ain't Goin' Down.

- The Whooliganz: Put Your Handz Up, All Acros The Map

- Sugar Ray: Iron Mic, 10 Seconds Down.

- Sepultura: Lookaway

- Kurupt: Lay It On Back, Just Don't Give A Fuck.

- ILL Bill: This is War, Fuck Tony Montana, It's a Beautiful Thing, A Bullet Never Lies, Get Outta My Way, Soldiers Of Fortune, Where Hope Goes To Die

- Biohazard: Waiting To Die, How It Is (Brooklyn Bootleg #1)Feat. Sen Dog of Cypress Hill, How It Is (Brooklyn Bootleg #2), How It Is (Brooklyn Bootleg #3), How It Is (Brooklyn Bootleg #4), How It Is (House Of Pain Mix), How It Is (Lethal Instrumental)

- Soulfly: Bleed, Quilombo

- Run-DMC: Them Girls, It's Like That Y'All

- Staind: Bring the Noise

- Korn: Freak on a Leash (Lethal Freak Mix)

- T Love: Praise

- Limp Bizkit: Home Sweet Home / Bittersweet Symphony, Snake In Your Face, Turn Me Loose Feat. Eminem, Faith/ Fame Remix, Counterfeit (Lethal Dose Remix), Counterfeit (Lethal Dose Extreme Guitar Mix), Break Stuff (Remixed by DJ Lethal), My Way (Remixed by DJ Lethal), Getcha Groove On, Green Light-Red Light

- Sevendust: Waffle (DJ Lethal Remix)

- Dead Celebrity Status: Somebody Turn The Lights Out

- Rob Zombie: Meet The Creeper (Brute Man & Wonder Girl Mix)

- Coal Chamber: Notion

- Powerman 5000: Good Times Roll

- Sláine: Rich Man Poor Man, Get Otta of My Way, Jump Around 2005, Mind Of A Criminal, No More Pain, Close Your Eyes

- Danny Diablo: Bloodshed

- Down To Earth - Acid Jazz Wordldwide: Count, Souled

- Main Flow: Lethal Dose

- Everlast: I Got The Knack

- V And Legacy: Lunatik Derelikt, Lunatik Shadow

- B Real: Ownrisk

- Method Man: Dirty Talk

- Raggadeath: Dance With The Devil (DJ Lethal Remix)

- House of Pain: Salutations, Top O The Morning To Ya, House And The Rising Sun Feat. Son Doobie, Shamrocks And Shenanigans, House Of Pain Anthem, One For The Road, Feel It, All My Love, Just Another Victim Feat. Helmet, House Of Pain Anthem (Master Mix), I'm A Swing It, All That, On Point, Interlude, Where I'm From, Still Got A Lotta Love, Who's The Man, On Point (Lethal Dose Remix), Irish Pride, Beef Jerky, The Have Nots, Fed Up, What's That Smell, Heart Full Of Sorrow, Earthquake, Shut The Door, Pass The Jinn, No Doubt, Choose Your Poison, X-Files, Fed Up (Remix), Killa Rhyme Klik, While I'm Here, Intro, Richin Out, Womb To Bomb, Same Ol' Game, 3rd Stoned From The Sun, Legend, Legend (Lethal Dose Remix)

- Sick Of It All: Just Look Around Feat. House of Pain

- Redman: Scream

- Chester Bennington de Linkin Park: State Of The Art

- Pharaoh Monch: Hands Up

- Adil Omar: The Mushroom Cloud Effect (2012)

## Equipos
Generalmente usa equipos de tocadiscos tipo "RRDJMW", aunque también se lo ve usando equipos "Pioneer" con audífonos HDJ-1000 en algunos conciertos recientemente.
- Datos: Q382250
- Multimedia: DJ Lethal / Q382250